# …Another Time
…Another Time är Misconducts debutalbum, utgivet på Bad Taste Records 1997.

## Låtlista
1. "Wake Up"
2. "Fight Back"
3. "What Is Wrong"
4. "Mislead Direction"
5. "Emptiness"
6. "What You See"
7. "Start to Care"
8. "Despair"
9. "Why"
10. "Another Time"
11. "Addicted"
12. "No Redemption"
13. "Confused"
14. "Trust"
15. "Look Around"
16. "Lies"